# 1376

## Събития
- Йоан V Палеолог е свален от своя внук Андроник IV Палеолог.

## Починали
- 8 юни – Едуард, принц на Уелс